# 莫爾特 (蒙大拿州)
莫爾特（英語：Molt）是位於美國蒙大拿州斯蒂爾沃特縣的非建制地區。

## 歷史
莫爾特的郵局自1918年營運至今。

## 地理
莫爾特所處的海拔為高於海平面1209米（即3966英呎），而該地所採用的時區為UTC-6，即北美山地時區（MST）。同時該地設有夏令時間，為UTC-7調快一小時，即UTC-6（MDT）。